# Jan Kappeyne van de Coppello
Joannes (Jan) Kappeyne van de Coppello (L'Aia, 2 ottobre 1822 – L'Aia, 28 luglio 1895) è stato un politico olandese, primo ministro dei Paesi Bassi dal 3 novembre 1877 al 20 agosto 1879.

## Biografia
Dopo aver ricevuto un'educazione primaria dal padre (rettore del ginnasio dell'Aja e insegnante di greco antico) studia Diritto Romano e Contemporaneo all'Università di Leida e nel 1845 inizia ad esercitare la professione di avvocato.

## La carriera politica
Eletto consigliere comunale nel 1860, due anni dopo entra in Parlamento tra le file dei liberali vicini al primo ministro Isaäc Dignus Fransen van de Putte.
Alle elezioni del 1866 non riesce ad essere rieletto ma alla successiva tornata elettorale del 1871 torna in Parlamento come rappresentante di Haarlem.
Nel 1877 viene nominato a capo del governo impegnandosi nella riforma dell'istruzione primaria. Due anni dopo un suo disegno di legge su dei lavori pubblici venne respinto dal Parlamento. Kappeyne rassegnò le dimissioni, respinte dal re Guglielmo III.
Nel luglio 1879 una sua proposta di riforma della costituzione venne bocciata. Kappeyne rassegnò nuovamente le dimissioni, accolte stavolta dal sovrano.